# Antonín Rázek
Antonín Rázek (* 22. Juli 1852 in Prag; † 18. Mai 1929 ebenda) war ein tschechischer Komponist. Er wurde vor allem bekannt durch seine humoristischen Streichquartette.

## Werke
- Variationen über ein Thema von Haydn
- Komische Streichquartette (14 Intermezzi), Amadeus-Verlag, Winterthur, c 1986
  - Die Mundharmonika
  - Katzenständchen
  - Spatzenkongreß
  - Ein Morgen im Hühnerstall
  - Die Fliege
  - Uns’re Lait
  - Jux Polka
  - Ein Bettelmusikant
  - Melusinen-Walzer
  - Frosch-Quartett
  - Der Schmetterling
  - Kaffeeschwestern
  - Ein böses Quartett
  - Die Blasharmonika
  - Die Spieldose
- Fröhliche Violoncello-Quartette, Edition Albert J. Kunzelmann, c 1993